# Khâi-Ma
Khâi-Ma (officieel: Khâi-Ma Plaaslike Munisipaliteit) is een gemeente in het Zuid-Afrikaanse district Namakwa.
Khâi-Ma ligt in de provincie Noord-Kaap en telt 12.465 inwoners.

## Hoofdplaatsen
Khâi-Ma is op zijn beurt nog eens verdeeld in 5 hoofdplaatsen (Afrikaans: nedersettings) en de hoofdstad van de gemeente is de hoofdplaats Pofadder.
- Aggeneys
- Onseepkans
- Pella
- Pofadder
- Witbank